# Jeon Hun-young
Jeon Hun-young (kor. 전훈영; * 29. Mai 1994) ist eine südkoreanische Bogenschützin.

## Karriere
Jeon Hun-young, die an der Kyung-Hee-Universität studierte, gab ihr internationales Debüt bei den Erwachsenen beim Weltcup 2016 in Bangkok, bei dem sie sogleich die Bronzemedaille im Einzel gewann. Im Anschluss war sie hauptsächlich auf nationaler Ebene aktiv und trat international erst 2024 wieder in Erscheinung. Beim Weltcup in Yecheon belegte sie im Einzel den zweiten Platz hinter Lim Si-hyeon und wurde außerdem bei den Weltcups in Shanghai und Yecheon auch mit der Mannschaft Zweite. Den Weltcup in Antalya gewann sie mit der südkoreanischen Mannschaft hingegen. In Antalya schloss sie zudem die Mixedkonkurrenz an der Seite von Lee Woo-seok auf dem zweiten Platz ab. Bei den nationalen Ausscheidungskämpfen für die Olympischen Spiele 2024 in Paris gelang es Jeon, den zweiten Platz zu belegen und sich damit für die Spiele zu qualifizieren.
Bei den Olympischen Spielen selbst nahm Jeon an zwei Disziplinen teil. Zunächst startete sie im Mannschaftswettbewerb an der Seite von Lim Si-hyeon und Nam Su-hyeon. Nach Rang eins in der Platzierungsrunde mit einem olympischen Rekord von 2046 Punkten besiegte die südkoreanische Mannschaft nacheinander die Mannschaften von Chinesisch Taipeh, der Niederlande sowie von China, sodass Jeon, Lim und Nam Olympiasiegerinnen wurden. Im Einzel schloss Jeon die Platzierungsrunde auf dem 13. Rang ab und traf nach zwei Auftakterfolgen im Achtelfinale auf die Taiwanerin Lei Chien-ying, die sie mit 6:4 besiegte. Im Viertelfinale folgte ein 6:2-Erfolg gegen Elif Berra Gökkır aus der Türkei, sodass Jeon im Halbfinale auf ihre Mannschaftskollegin Lim Si-hyeon traf. Beim Stand von 4:4 unterlag sie im entscheidenden Satz knapp mit 27:29 und verlor die Partie damit insgesamt mit 4:6. Auch ihr abschließendes Duell um die Bronzemedaille gegen die Französin Lisa Barbelin wurde erst im letzten Satz entschieden. Mit 27:28 hatte sie erneut knapp das Nachsehen und verpasste als Vierte einen weiteren Medaillengewinn.